# Kubicki-Arkaden

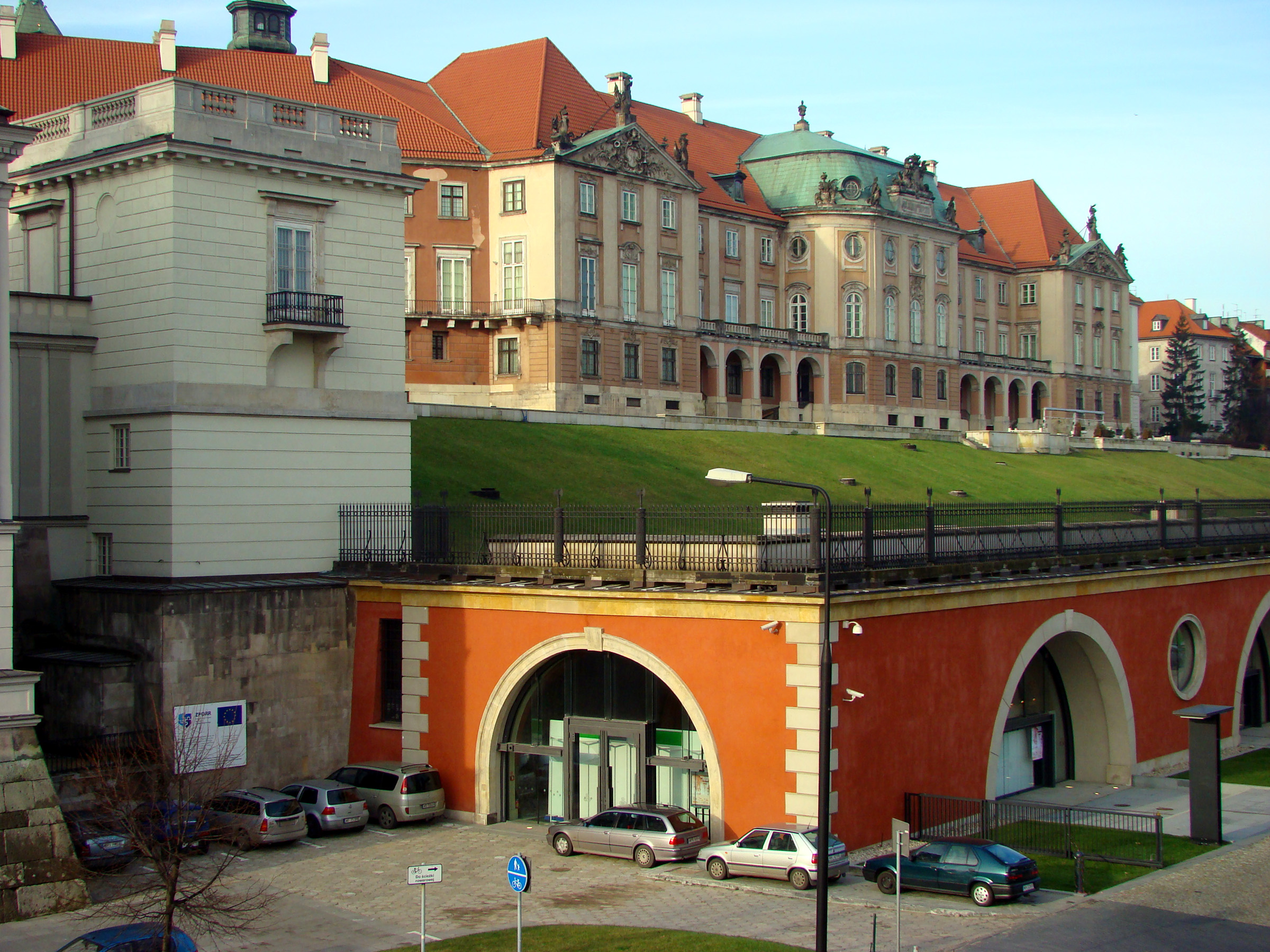
Arkaden unterhalb der Ostfassade des Königsschlosses

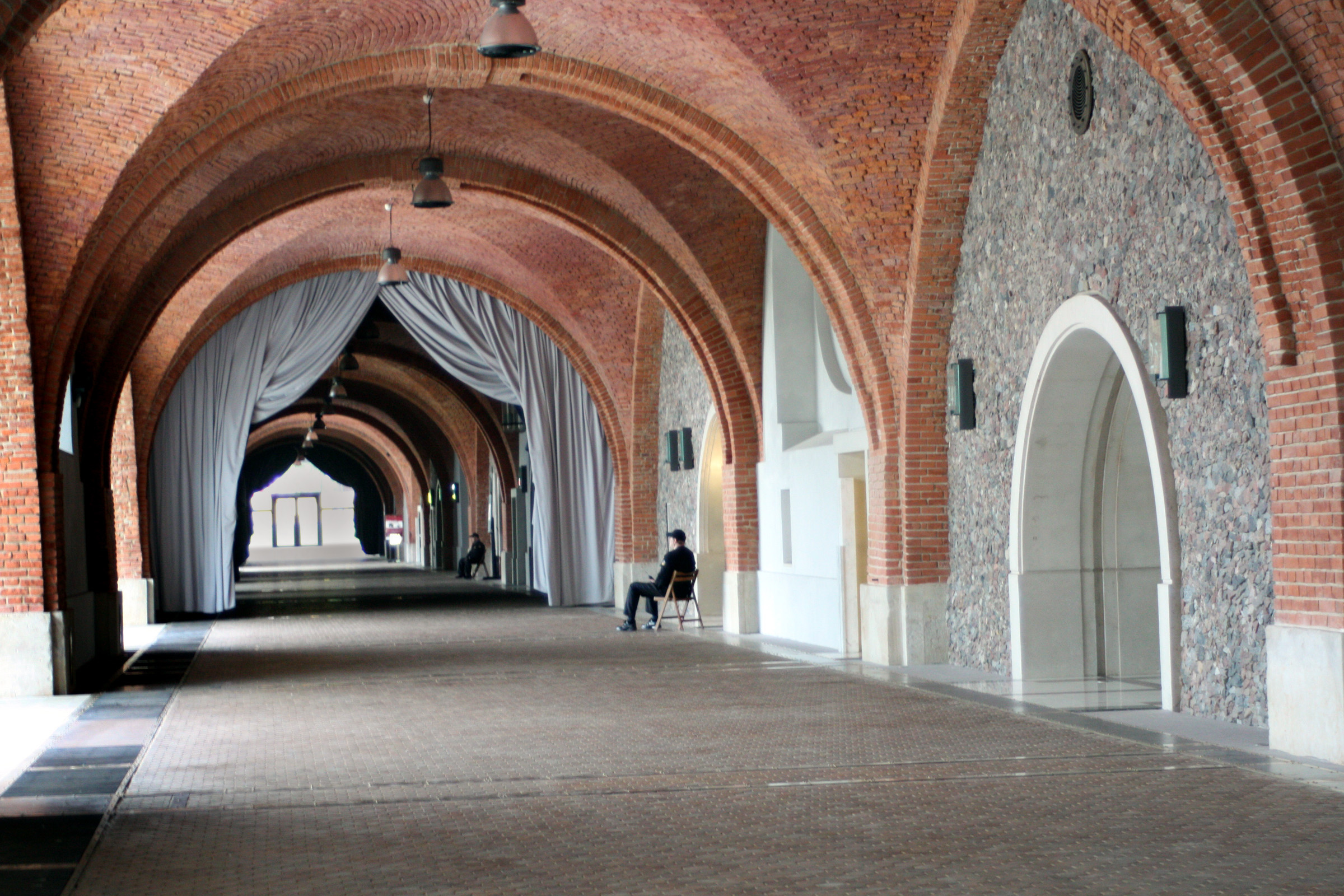
Innenansicht

Die Kubicki-Arkaden (polnisch Arkady Kubickiego) befinden sich als Bestandteil der Warschauer Schlossgärten unterhalb der Ostfassade des Warschauer Königsschlosses.

## Geschichte
Das Schloss steht dicht an der oberen Kante der steilen Böschung zum Weichsel-Ufer. Da es keinen Platz zum Errichten einer Gartenanlage gab, hat der Architekt Jakub Kubicki 1818–1821 unterhalb der Böschung eine Reihe von sieben offenen Arkaden von 195 m Gesamtlänge und 8,5 m Breite errichtet. Das Kreuzgewölbe und die 3,3 m dicken Wände wurden aus Backstein gemauert. Die Arkaden wurden mit einer Erdschicht bedeckt, auf der eine 24 m breite Schlossgartenterrasse entstand. Eine steinerne Außentreppe verband die Terrasse mit dem umliegenden Gelände.
Nach der Niederlage des Novemberaufstandes 1830–1831 wurden die Arkaden von der russischen Armee übernommen. Die bogenförmigen Öffnungen wurden zugemauert und ein Pferdestall errichtet. Auch im Zeitraum 1918–1939 wurden die Arkaden von der polnischen Armee benutzt.
Die Arkaden wurden zwar nicht 1944 mit dem Königsschloss gesprengt, wurden aber sehr lange vernachlässigt. Bis 1980 dienten sie weiterhin der polnischen Armee. Ihr Zustand verschlechterte sich allmählich. 
Nach 1993 entstanden erste Gutachten über den Zustand des Objektes. Im Rahmen der Renovierung wurde eine Drainage verlegt, die Mauern mit einer Feuchtigkeitsisolierung versehen, das Gewölbe mit einer Stahlbetondecke verstärkt. 
Da der Schlossplatz zur Fußgängerzone erklärt wurde, sollte der Touristenverkehr mit Bussen nach den Arkaden verlegt werden. Die Arkaden wurden mit dem Schloss durch eine Rolltreppe verbunden. Die bogenförmigen Öffnungen wurden verglast. Es entstanden Souvenirläden, Kartenschalter und ein Vortragssaal. Am 1. April 2009 wurden die Arkaden dem Fremdenverkehr übergeben.

## Quelle
- Adam Dylewski: Warszawa i okolice, Pascal, 2008, ISBN 978-83-7513-139-0